# Markersdorf (Saxònia)
Markersdorf és un municipi alemany que pertany a l'estat de Saxònia. Limita a l'est amb la ciutat de Görlitz. Es va formar l'1 de gener de 1994 de la fusió dels municipis de Markersdorf, Deutsch-Paulsdorf (Němske Pawlice), Friedersdorf, Gersdorf, Holtendorf, Jauernick-Buschbach i Pfaffendorf im Zuge.